# Narančasti kok
Narančasti kok (lat. Canna indica), vrsta je kane (koka), korisna trajnica čija je domovina tropska Amerika, danas udomaćena i u Europi, subsaharskoj Africi, Aziji i Oceaniji. Naraste obično do 1.5 metara visine, a može biti visoka i 2.5 metara. Stabljike su snažne, debele i mesnate, uspravne i nerazgranate. Veliki mekani listovi su naizmjenični, do 50 cm dugi, i 20 cm široki. Cvjetovi su veliki i bezmirisni, mogu biti žute, narančaste, ružičaste i bež boje.
Kod Indijanaca tropske Amerike od davnina se koristi u prehrani. Korijen narančastog koka može se kuhati, a bogat je škrobom.
U Hrvatskoj se uzgaja kao ukrasna biljka po parkovima i vrtovima.
- C. indica
- C. indica, cvjetovi
- C. indica
- C. indica

## Sinonimi
- Canna achiras Gillies ex D.Don
- Canna altensteinii Bouché
- Canna amabilis T.Koyama & Nob.Tanaka
- Canna ascendens Ciciar.
- Canna aurantiaca Roscoe
- Canna aureovittata G.Lodd.
- Canna barbadica Bouché
- Canna bidentata Bertol.
- Canna bifida Roem. & Schult.
- Canna bihorellii G.Nicholson
- Canna brasiliensis Roscoe ex Spreng.
- Canna caledonis-peltata Chaté
- Canna carnea Roscoe
- Canna cearensis Huber
- Canna chinensis Willd.
- Canna cinnabarina Bouché
- Canna coccinea Mill.
- Canna coccinea var. bicolor Kraenzl.
- Canna coccinea f. flaviflora Chodat & Hassl.
- Canna commutata Bouché
- Canna compacta Roscoe
- Canna concinna Bouché
- Canna crocea Roem. & Schult.
- Canna densifolia Bouché
- Canna denudata var. grandis Petersen
- Canna discolor Lindl.
- Canna discolor var. rubripunctata Nob.Tanaka
- Canna discolor var. viridifolia Nob.Tanaka
- Canna edulis Ker Gawl.
- Canna ehrenbergii Bouché
- Canna elegans Raf.
- Canna ellipticifolia Stokes
- Canna exigua Bouché
- Canna eximia Bouché ex Horan.
- Canna expansa-rubra G.Nicholson
- Canna flavescens Link
- Canna floribunda Bouché
- Canna formosa Bouché
- Canna fuchsina Ciciar.
- Canna fulgida Bouché
- Canna gaboniensis Chaté
- Canna heliconiifolia Bouché
- Canna heliconiifolia var. xalapensis (Bouché) Kraenzl.
- Canna humilis Bouché
- Canna indica var. edwardsii Regel
- Canna indica var. limbata (Regel) Petersen
- Canna indica var. patens Aiton
- Canna indica var. sanctae-rosae (Kraenzl.) Nob.Tanaka
- Canna indica var. warszewiczii Nob.Tanaka
- Canna insignis G.Nicholson
- Canna juncea Retz.
- Canna laeta Bouché
- Canna lagunensis Lindl.
- Canna lambertii Lindl. ex Ker Gawl.
- Canna lanuginosa Roscoe
- Canna leptochila Bouché
- Canna limbata Roscoe
- Canna lutea Larrañaga
- Canna lutea Mill.
- Canna lutea var. genuina Kraenzl.
- Canna macrophylla Horan.
- Canna maculata (Hook.) Link
- Canna maxima Lodd. ex Roscoe
- Canna montana Blume
- Canna moritziana Bouché
- Canna musifolia Année ex Chaté
- Canna orientalis Roscoe
- Canna orientalis Bouché
- Canna pallida Roscoe
- Canna patens (Aiton) Roscoe
- Canna pentaphylla D.Dietr.
- Canna peruviana-purpurea Année ex Chaté
- Canna peruviana-robusta Année ex Chaté
- Canna platyphylla Nees & Mart.
- Canna plurituberosa T.Koyama & Nob.Tanaka
- Canna poeppigii Bouché
- Canna polyclada Wawra
- Canna polymorpha Bouché
- Canna portoricensis Bouché
- Canna pruinosa Hoffmanns.
- Canna pulchra Hassk.
- Canna pulchra Bouché ex Horan.
- Canna purpurea-spectabilis Année ex Chaté
- Canna recurvata Bouché
- Canna rendatleri G.Nicholson
- Canna roscoeana Bouché
- Canna rotundifolia André
- Canna rubra Willd.
- Canna rubricaulis Link
- Canna sanctae-rosae Kraenzl.
- Canna sanguinea Warsz. ex Otto & A.Dietr.
- Canna sanguinea Bouché
- Canna saturate-rubra Bouché ex K.Koch
- Canna schubertii Horan.
- Canna seleriana Kraenzl.
- Canna sellowii Bouché
- Canna speciosa Roscoe ex Sims
- Canna spectabilis Bouché
- Canna sulphurea Bouché
- Canna surinamensis Bouché
- Canna tenuiflora Bouché ex A.Dietr.
- Canna textoria Noronha
- Canna thyrsiflora Hegetschw.
- Canna variabilis Willd.
- Canna variegata Besser
- Canna variegata Bouché
- Canna variegatifolia Ciciar.
- Canna ventricosa Bouché
- Canna warszewiczii A.Dietr.
- Canna warszewiczii var. flameus Ram.Goyena
- Canna xalapensis Bouché
- Cannacorus indicus (L.) Medik.
- Cannacorus ovatus Moench
- Distemon brasiliensis (Roscoe ex Spreng.) Bouché
- Distemon grandis Horan.
- Xyphostylis lutea (Mill.) Raf.